# Kap Mabel
Kap Mabel ist ein Kap an der Nordküste von Laurie Island im Archipel der Südlichen Orkneyinseln. Es liegt am nördlichen Ende der Pirie-Halbinsel.
Die erste Sichtung des Kaps erfolgte vermutlich bei der dritten Antarktisreise (1822–1824) des britischen Seefahrers und Robbenjägers James Weddell, der die Nordküste von Laurie Island im Jahr 1823 erkundete. Teilnehmer der Scottish National Antarctic Expedition (1902–1904) kartierten es. Expeditionsleiter William Speirs Bruce benannte das Kap nach Agnes Mabel Kerr, Verlobte und spätere Ehefrau von James Hunter Harvey Pirie (1878–1965), Chirurg und Geologe dieser Forschungsreise.